# Уэст-Блумфилд (тауншип)
Тауншип Уэст-Блумфилд (обычно известный просто как Уэст-Блумфилд ) — хартийный тауншип в округе Окленд, штат Мичиган, США. Уэст-Блумфилд, северо-западный пригород Детройта, расположен примерно в 27 милях от центра Детройта. По данным переписи 2020 года, население тауншипа составляло 65 888 человек.

## География
Уэст-Блумфилд иногда называют «озёрным городком округа Окленд», так как он сильно усеян маленькими и средними озёрами. Озеро Касс, самое большое озеро в округе, находится в Уэст-Блумфилде, а озеро Пайн, на берегу которого расположен частный загородный клуб, находится всего в нескольких милях от Касса и полностью находится в пределах Уэст-Блумфилда. Кроме того, прямо к западу от озера Пайн находится озеро Орчард, на берегу которого также расположен частный загородный клуб. Озеро Орчард окружено городом Орчард Лейк Виллидж. Вокруг этих больших озёр разбросано несколько более мелких озёр.

## Образование

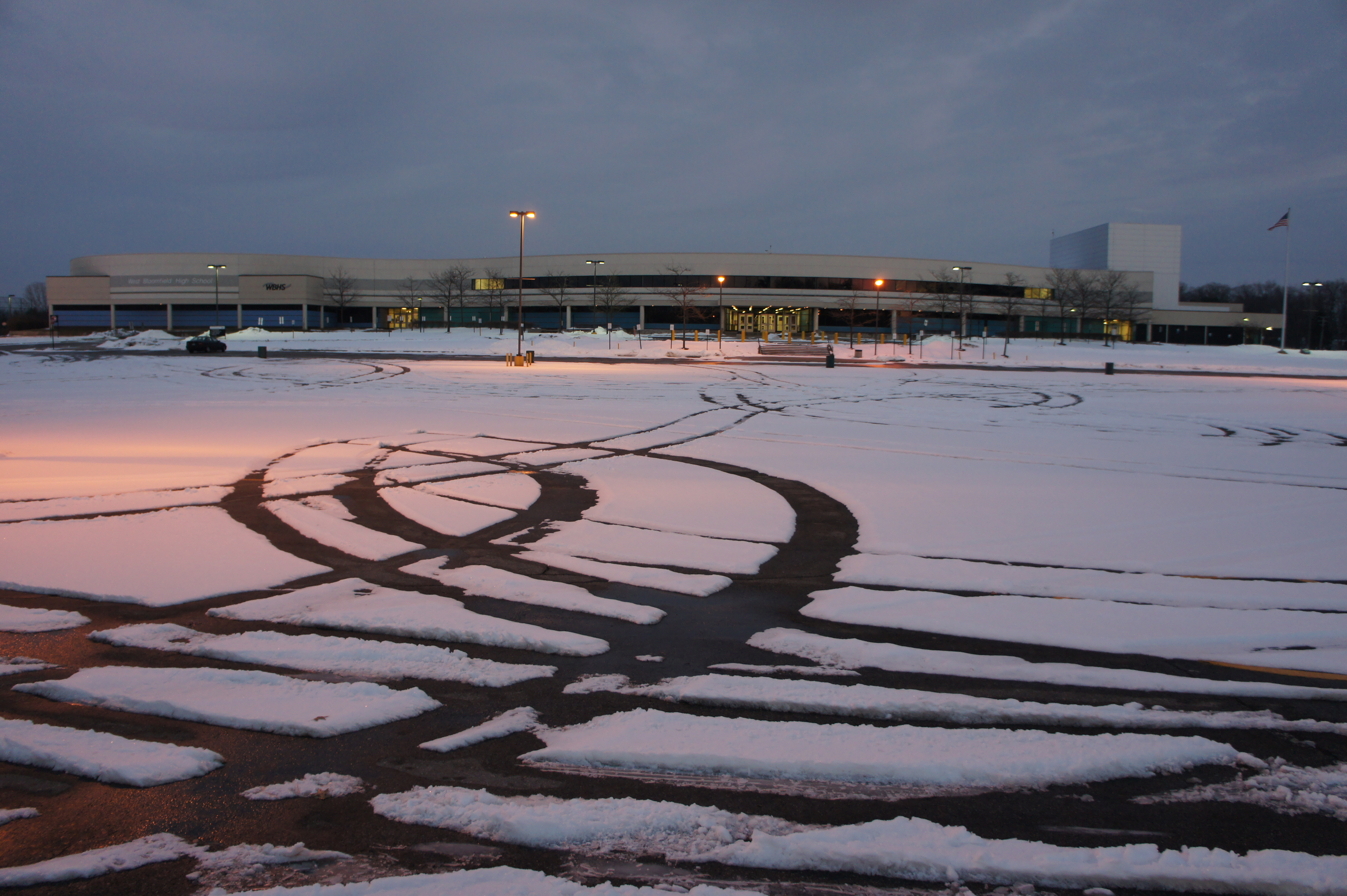
Средняя школа Уэст-Блумфилд

В тауншипе Уэст-Блумфилд семь школьных округов – больше, чем в любом другом муниципалитете округа Окленд. В число школьных округов, обслуживающих город, входят: школьный округ Уэст-Блумфилд, школьный округ Уотерфорд, общественные школы Фармингтона, школьный округ Бирмингем-Сити, школьный округ Понтиак, школьный округ Уоллед-Лейк и школьный округ Блумфилд-Хиллз.

## Демография
По данным переписи  2010 года, в тауншипе проживало 64 690 человек, насчитывалось 24 411 домохозяйств и 18 040 семей. Насчитывалось 24 410 единиц жилья.  Расовый состав населения: 77,6% белые, 11,4% афроамериканцы, 0,1% коренные американцы , 8,4% азиаты, 0,02% жители островов Тихого океана, 0,4% представители других рас и 2,0% представители двух или более рас. Латиноамериканцы любой расы составляли 1,60 % населения.